# Geoffroy de Donjon
Geoffroy de Donjon o Geoffroy de Duisson (... – Acre, 1202) fue el decimoprimer  Gran maestre de la Orden de Malta.
No se sabe si era originario de Picardía o de Auvernia.
Protegido de Enrique II de Champaña, luchó en la batalla de San Juan de Acre con Ermengol d'Asp y logró una tregua de 5 años con los musulmanes.